# Сальтація

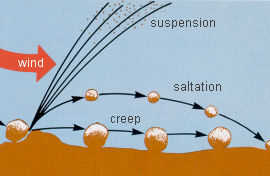
Сальтація зерен піску при перенесенні його вітром

Сальтація (англ. Saltation) — у гідротранспорті та пневмотранспорті твердих сипких матеріалів, а також у процесі вивітрювання гірських порід — стрибкоподібне переміщення зерен матеріалу під дією несучого середовища. Характерна циклічністю траєкторії твердої частинки.